# Сюдо
Сюдо́ (яп. 衆道 сю:до:) — традиционные японские гомосексуальные отношения между взрослым мужчиной и юношей. Имелись в самурайской среде со средних веков до XIX века.
Название является сокращением от словосочетания «путь юноши» (яп. 若衆道 вакасю:до:).

## Происхождение
Термин сюдо появился примерно в 1485 году, придя на смену использовавшемуся ранее слову тюдо, описывающего любовные отношения между буддистскими бонзами и их послушниками.
Вопреки мнению, что мужскую любовь создал Кукай, настоящие корни мужской любви в Японии могут быть найдены в самых ранних японских текстах (VIII в. н. э.), таких как «Кодзики» (яп. 古事記) и «Нихон Сёки» (яп. 日本書紀).

## Культурные аспекты
Учение сюдо нашло отражение в японской литературе, такой как «Хагакурэ» и других самурайских текстах. Сюдо в своей педагогической, боевой и аристократической составляющей весьма близко к древнегреческой традиции педерастии.
Практика сюдо пользовалась большим уважением и поощрялась, особенно у самурайского класса. Считалось, что сюдо благотворно действует на юношей, уча их достоинству, честности, чувству прекрасного. Сюдо противопоставлялось женской любви, которую обвиняли в «размягчении» мужчины.
Много исторической и художественной литературы периода расцвета Сюдо восхваляло красоту и бесстрашие мальчиков, следующих сюдо. Современный историк Дзюнъити Ивата составил список 457 произведений XVII и XVIII веков, относящихся к т. н. «эротической педагогике» (Ватанабэ и Ивата, 1989).
По мере роста силы и влияния торгового класса, некоторые аспекты практики сюдо были переняты средними классами, и гомоэротические выражения в Японии начали более тесно связываться с путешествующими актёрами театра Кабуки, именуемыми тобико (порхающие мальчики — эвфемизм для проституток).
В период Эдо (1600—1868) актёры театра кабуки (юноши-актёры, играющие женские роли, назывались оннагата), часто подрабатывали проституцией за пределами сцены. Кагэма — мужчины-проститутки, работавшие в борделях «кагэма-тя-я» (яп. 陰間茶屋, чайный дом (с) кагэма). Кагэма и актёры кабуки ценились образованными мужчинами, зачастую практиковавшими «дансёку», мужскую любовь.
С началом эпохи Мэйдзи и ростом влияния западной культуры, христианская мораль начала влиять на культуру Японии и привела к практическому исчезновению регламентированных гомосексуальных отношений к концу XIX века.